# Ministeri de Medi Ambient del Japó
El Ministeri de Medi Ambient (環境省, Kankyō-shō) és el ministeri del govern japonès
responsable de la política nacional en matèria de conservació ambiental global, control de la contaminació i conservació de la natura. El ministeri fou format el 2001 a partir de l'agència ambiental de nivell subministerial instituïda el 1971. El Ministre de Medi Ambient forma part del Gabinet del Japó i és elegit pel primer ministre, generalment entre els membres de la Dieta.
El març del 2006, l'aleshores Ministre de Medi Ambient, Yuriko Koike, creà un teixit furoshiki per promoure'n l'ús al món modern.
L'agost del 2011, el Gabinet aprovà un pla per instituir un nou ens de control de l'energia sota el Ministeri de Medi Ambient i el 19 de setembre del 2012 fou fundada l'Autoritat de Regulació Nuclear.
A abril del 2020, el titular de la cartera era Shinjirō Koizumi.